# Калоші щастя
«Калоші щастя» (пол. Kalosze szczęścia) — польський чорно-білий художній фільм, фантастична комедія 1958 року.

## Сюжет
Осучаснений сюжет однойменної казки Ганса Крістіана Андерсена.
Ворожки Печаль та Радість володіють магічними калошами, які можуть переносити в довільне місце в часі та просторі. Ворожки хотіли змінити життя якогось нещасного жителя Кракова, але дивовижні калоші потрапляють по черзі до різних дивних людей.

## У ролях
| Актор                  | Роль                                                 |
| ---------------------- | ---------------------------------------------------- |
| Чеслав Рошковський     | радник / Козелек, працівник бюро знахідок Бачинський |
| Зигмунт Зінтель        | фотограф Юзеф Крулик                                 |
| Тадеуш Фієвський       | помічник фотографа Хіпек Махаляк                     |
| Марія Гелля            | Теренція / ворожка Печаль                            |
| Теофілія Коронкевич    | Феліція / ворожка Радість                            |
| Марек Шишковський      | художник Маковський                                  |
| Барбара Валувна        | наречена Маковського Бася                            |
| Броніслав Дардзинський | художник Петрек Коковський                           |
| Барбара Вжесинська     | натурщиця Коковського Ірена                          |
| Хелена Гршецька        | господиня будинку розпусти в Парижі мадам Роза       |
| Калина Ендрусик        | проститутка Соня                                     |
| Стефан Бартик          | забирає трубу з Бюро знахідок                        |
| Цезари Юльський        | «Грабенніков» в фільмі в пожежному депо              |
| Едвард Віхура          | «американський консул» в фільмі                      |
| Адам Мулярчик          | візник катафалка в Мюнхен Петшак                     |
| Людвік Пак             | німецький візник катафалка в Мюнхен                  |
| Збігнєв Кочанович      | італієць з котом                                     |
| Тадеуш Плюцинський     | фальшивий американець в Римі                         |
| Леон Нємчик            | фальшивий американець в Римі (голос)                 |
| Владислав Ольшин       | голова еміграційного ради в Лондоні                  |
| Ванда Якубінська       | дінка-апостол у Гайд-паркі                           |
| Мечислав Войт          | секретар голови еміграційного ради                   |
| Войцех Загурський      | керівник хору                                        |
| Анджей Щепковський     | актор-фігляр                                         |
| Януш Клосинський       | міліціонер Юзек                                      |
| Ян Кобушевський        | віддільний «Поважний» Франек                         |
| Януш Закренський       | лікар Швидкої допомоги                               |
| Лена Вільчинська       | господарка канарейки                                 |
| Юзеф Лодинський        | клієнт у барі                                        |
| Кристина Фельдман      | жінка, яка виходила з туалету в барі                 |
| Францішек Печка        | медбрат в психіатричній лікарні                      |
| Міхал Шевчик           | негр з літаючої тарілки                              |
| Тадеуш Кантор          | учасник зібрання артистів                            |
| Хелена Бучинська       | монахиня                                             |
| Антоній Богдзевич      | хранитель Музею дивовижних предметів                 |
| Вацлав Ковальський     | пожежний Казек                                       |
| Богдан Баер            | пожежний                                             |
| Генрик Клюба           | клієнт Соні                                          |
| Магда Целювна          | двічинка Магда                                       |
| Барбара Брильська      | Епізод                                               |